# Tournoi masculin de beach-volley aux Jeux olympiques d'été de 2024
Cet article traite de l'épreuve masculine. Pour la compétition féminine, voir Tournoi féminin de beach-volley aux Jeux olympiques d'été de 2024.
Navigation
Tokyo 2020 Los Angeles 2028
Le tournoi masculin de beach-volley aux Jeux olympiques d'été de 2024 se tient à Paris, en France, du 27 juillet au 10 août 2024. Il s'agit de la huitième édition de ce tournoi depuis son apparition au programme olympique lors des Jeux de 1996 ayant eu lieu à Atlanta.

## Organisation

### Site des compétitions
Le beach-volley se déroule sur le Champ-de-Mars, au pied de la tour Eiffel, au cœur de Paris. Le stade est d'ailleurs nommé stade Tour Eiffel.

### Calendrier
| Juillet | Juillet | Juillet | Juillet | Juillet | Août | Août | Août | Août | Août | Août | Août | Août | Août | Août |
| 27      | 28      | 29      | 30      | 31      | 1    | 2    | 3    | 4    | 5    | 6    | 7    | 8    | 9    | 10   |
| ------- | ------- | ------- | ------- | ------- | ---- | ---- | ---- | ---- | ---- | ---- | ---- | ---- | ---- | ---- |
| P       | P       | P       | P       | P       | P    | P    | P    | ⅛    | ⅛    | ¼    | ¼    | ½    |      | F    |

| - P : tour préliminaire - ⅛ : huitièmes de finales - ¼ : quarts de finales - ½ : demi-finales - F : finales |

## Acteurs du tournoi

### Équipes qualifiées
| Compétition                   | Date                 | Lieu      | Places | Qualifiés |
| ----------------------------- | -------------------- | --------- | ------ | --- |
| Pays organisateur             | —                    | —         | 1      | France |
| Championnats du monde 2023    | 6 au 15 octobre 2023 | Tlaxcala  | 1      | Tchéquie |
| Classement mondial de la FIVB | 13 juin 2023         | Lausanne  | 17     | Allemagne Australie Autriche Brésil (x2) Cuba Espagne États-Unis (x2) Italie (x2) Norvège Pays-Bas (x2) Pologne Qatar Suède |
| TQO africain                  | à définir            | à définir | 1      | |
| TQO asiatique                 | à définir            | à définir | 1      | |
| TQO européen                  | à définir            | à définir | 1      | |
| TQO de la NORECA              | à définir            | à définir | 1      | |
| TQO sud-américain             | à définir            | à définir | 1      | |
| Total                         | Total                | Total     | 24     | |

### Composition des groupes
| Groupe A                                | Groupe B                                   | Groupe C                               | Groupe D                                  | Groupe E                               | Groupe F                                 |
| --------------------------------------- | ------------------------------------------ | -------------------------------------- | ----------------------------------------- | -------------------------------------- | ---------------------------------------- |
| David Åhman / Jonatan Hellvig (SWE)     | Anders Mol / Christian Sørum (NOR)         | Nils Ehlers / Clemens Wickler (GER)    | André Stein / George Wanderley (BRA)      | Ondřej Perušič / David Schweiner (CZE) | Arnaud Gauthier-Rat / Youssef Krou (FRA) |
| Samuele Cottafava / Paolo Nicolai (ITA) | Matthew Immers / Steven van de Velde (NED) | Michał Bryl / Bartosz Łosiak (POL)     | Andrew Benesh / Miles Partain (USA)       | Arthur Lanci / Evandro Gonçalves (BRA) | Stefan Boermans / Yorick de Groot (NED)  |
| Ahmed Tijan / Cherif Younousse (QAT)    | Adrian Carambula / Alex Ranghieri (ITA)    | Thomas Hodges / Zachery Schubert (AUS) | Jorge Alayo / Noslen Díaz (CUB)           | Julian Hörl / Alexander Horst (AUT)    | Adrián Gavira / Pablo Herrera (ESP)      |
| Izac Carracher / Mark Nicolaidis (AUS)  | Esteban Grimalt / Marco Grimalt (CHI)      | Rémi Bassereau / Julien Lyneel (FRA)   | Mohammed Abicha / Zouheir El Graoui (MAR) | Daniel Dearing / Sam Schachter (CAN)   | Chase Budinger / Miles Evans (USA)       |

## Compétition

### Premier tour
Légende
- Qualifiés pour les huitièmes de finale
- Tour de rattrapage
- Éliminés

#### Groupe A
| # | Équipe                       | Pts | J | G | Gt | Pt | P | Sp | Sc | Ratio | Pp  | Pc  | Ratio |
| 1 | Ahmed / Cherif (QAT)         | 6   | 3 | 3 | 0  | 0  | 0 | 6  | 1  | 6     | 140 | 127 | 1.102 |
| 2 | Cottafava / Nicolai (ITA)    | 5   | 3 | 2 | 0  | 0  | 1 | 4  | 2  | 2     | 124 | 118 | 1.051 |
| 3 | Åhman / Hellvig (SWE)        | 4   | 3 | 1 | 0  | 0  | 2 | 3  | 4  | 0.75  | 139 | 134 | 1.037 |
| 4 | Carracher / Nicolaidis (AUS) | 3   | 3 | 0 | 0  | 0  | 3 | 0  | 6  | 0     | 102 | 126 | 0.81  |

| Date              | Match                                                  | Score | Set 1   | Set 2   | Set 3   | Durée  | Statistiques |
| ----------------- | ------------------------------------------------------ | ----- | ------- | ------- | ------- | ------ | ------------ |
| 27 juillet à 15 h | Åhman / Hellvig (SWE) Carracher / Nicolaidis (AUS)     | 2 - 0 | 21 - 14 | 21 - 19 |         | 38 min | Rapport      |
| 27 juillet à 23 h | Cottafava / Nicolai (ITA) Ahmed / Cherif (QAT)         | 0 - 2 | 19 - 21 | 18 - 21 |         | 45 min | Rapport      |
| 29 juillet à 9 h  | Cottafava / Nicolai (ITA) Carracher / Nicolaidis (AUS) | 2 - 0 | 21 - 19 | 21 - 18 |         | 42 min | Rapport      |
| 29 juillet à 20 h | Åhman / Hellvig (SWE) Ahmed / Cherif (QAT)             | 1 - 2 | 21 - 15 | 19 - 21 | 18 - 20 | 1 h 1  | Rapport      |
| 1er août à 10 h   | Ahmed / Cherif (QAT) Carracher / Nicolaidis (AUS)      | 2 - 0 | 21 - 14 | 21 - 18 |         | 42 min | Rapport      |
| 1er août à 17 h   | Åhman / Hellvig (SWE) Cottafava / Nicolai (ITA)        | 0 - 2 | 22 - 24 | 17 - 21 |         | 49 min | Rapport      |

#### Groupe B
| # | Équipe                        | Pts | J | G | Gt | Pt | P | Sp | Sc | Ratio | Pp  | Pc  | Ratio |
| 1 | Mol / Sørum (NOR)             | 6   | 3 | 3 | 0  | 0  | 0 | 6  | 0  | MAX   | 126 | 92  | 1.37  |
| 2 | Immers / Van de Velde (NED)   | 4   | 3 | 1 | 0  | 0  | 2 | 3  | 4  | 0.75  | 131 | 133 | 0.985 |
| 3 | E. Grimlat / M. Grimalt (CHI) | 4   | 3 | 1 | 0  | 0  | 2 | 2  | 4  | 0.5   | 109 | 120 | 0.908 |
| 4 | Carambula / Ranghieri (ITA)   | 4   | 3 | 1 | 0  | 0  | 2 | 2  | 5  | 0.4   | 119 | 140 | 0.85  |

| Date              | Match                                                     | Score | Set 1   | Set 2   | Set 3   | Durée  | Statistiques |
| ----------------- | --------------------------------------------------------- | ----- | ------- | ------- | ------- | ------ | ------------ |
| 28 juillet à 10 h | Immers / Van de Velde (NED) Carambula / Ranghieri (ITA)   | 1 - 2 | 20 - 22 | 21 - 19 | 13 - 15 | 1 h 0  | Rapport      |
| 28 juillet à 21 h | Mol / Sørum (NOR) E. Grimlat / M. Grimalt (CHI)           | 2 - 0 | 21 - 14 | 21 - 16 |         | 39 min | Rapport      |
| 31 juillet à 16 h | Immers / Van de Velde (NED) E. Grimlat / M. Grimalt (CHI) | 2 - 0 | 21 - 19 | 21 - 16 |         | 43 min | Rapport      |
| 31 juillet à 22 h | Mol / Sørum (NOR) Carambula / Ranghieri (ITA)             | 2 - 0 | 21 - 12 | 21 - 15 |         |        |              |
| 2 août à 10 h     | Carambula / Ranghieri (ITA) E. Grimlat / M. Grimalt (CHI) | 0 - 2 | 15 - 21 | 21 - 23 |         | 43 min | Rapport      |
| 2 août à 20 h     | Mol / Sørum (NOR) Immers / Van de Velde (NED)             | 2 - 0 | 21 - 16 | 21 - 19 |         | 41 min | Rapport      |

#### Groupe C
| # | Équipe                   | Pts | J | G | Gt | Pt | P | Sp | Sc | Ratio | Pp  | Pc  | Ratio |
| 1 | Ehlers / Wickler (GER)   | 6   | 3 | 3 | 0  | 0  | 0 | 6  | 1  | 6     | 140 | 122 | 1.148 |
| 2 | Bryl / Łosiak (POL)      | 5   | 3 | 2 | 0  | 0  | 1 | 4  | 2  | 2     | 118 | 107 | 1.103 |
| 3 | Hodges / Schubert (AUS)  | 4   | 3 | 1 | 0  | 0  | 2 | 3  | 4  | 0.75  | 131 | 134 | 0.978 |
| 4 | Bassereau / Lyneel (FRA) | 3   | 3 | 0 | 0  | 0  | 3 | 0  | 6  | 0     | 101 | 127 | 0.795 |

| Date              | Match                                            | Score | Set 1   | Set 2   | Set 3   | Durée  | Statistiques |
| ----------------- | ------------------------------------------------ | ----- | ------- | ------- | ------- | ------ | ------------ |
| 30 juillet à 9 h  | Bryl / Łosiak (POL) Hodges / Schubert (AUS)      | 2 - 0 | 21 - 16 | 21 - 16 |         | 38 min | Rapport      |
| 30 juillet à 10 h | Ehlers / Wickler (GER) Bassereau / Lyneel (FRA)  | 2 - 0 | 21 - 15 | 21 -17  |         | 41 min | Rapport      |
| 1er août à 9 h    | Ehlers / Wickler (GER) Hodges / Schubert (AUS)   | 2 - 1 | 16 - 21 | 21 - 18 | 19 - 17 | 1 h 1  | Rapport      |
| 1er août à 21 h   | Bryl / Łosiak (POL) Bassereau / Lyneel (FRA)     | 2 - 0 | 21 - 15 | 21 - 18 |         | 43 min | Rapport      |
| 3 août à 9 h      | Ehlers / Wickler (GER) Bryl / Łosiak (POL)       | 2 - 0 | 21 - 19 | 21 - 15 |         |        |              |
| 3 août à 10 h     | Hodges / Schubert (AUS) Bassereau / Lyneel (FRA) | 2 - 0 | 21 - 16 | 22 - 20 |         |        |              |

#### Groupe D
| # | Équipe                   | Pts | J | G | Gt | Pt | P | Sp | Sc | Ratio | Pp  | Pc  | Ratio |
| 1 | Alayo / Díaz (CUB)       | 6   | 3 | 3 | 0  | 0  | 0 | 6  | 0  | MAX   | 126 | 92  | 1.37  |
| 2 | Benesh / Partain (USA)   | 5   | 3 | 2 | 0  | 0  | 1 | 4  | 3  | 1.333 | 135 | 126 | 1.071 |
| 3 | André / George (BRA)     | 4   | 3 | 1 | 0  | 0  | 2 | 3  | 4  | 0.75  | 119 | 120 | 0.992 |
| 4 | Abicha / El Graoui (MAR) | 3   | 3 | 0 | 0  | 0  | 3 | 0  | 6  | 0     | 91  | 133 | 0.684 |

| Date              | Match                                           | Score | Set 1   | Set 2   | Set 3  | Durée  | Statistiques |
| ----------------- | ----------------------------------------------- | ----- | ------- | ------- | ------ | ------ | ------------ |
| 27 juillet à 14 h | Benesh / Partain (USA) Alayo / Díaz (CUB)       | 0 - 2 | 18 - 21 | 18 - 21 |        | 40 min | Rapport      |
| 27 juillet à 19 h | André / George (BRA) Abicha / El Graoui (MAR)   | 2 - 0 | 21 - 18 | 21 - 10 |        | 38 min | Rapport      |
| 30 juillet à 12 h | André / George (BRA) Alayo / Díaz (CUB)         | 0 - 2 | 13 - 21 | 18 - 21 |        | 37 min | Rapport      |
| 30 juillet à 15 h | Benesh / Partain (USA) Abicha / El Graoui (MAR) | 2 - 0 | 21 - 12 | 28 - 26 |        | 45 min | Rapport      |
| 1er août à 12 h   | Alayo / Díaz (CUB) Abicha / El Graoui (MAR)     | 2 - 0 | 21 - 14 | 21 - 11 |        | 38 min | Rapport      |
| 1er août à 15 h   | André / George (BRA) Benesh / Partain (USA)     | 1 - 2 | 17 - 21 | 21 - 14 | 8 - 15 | 59 min | Rapport      |

#### Groupe E
| # | Équipe                    | Pts | J | G | Gt | Pt | P | Sp | Sc | Ratio | Pp  | Pc  | Ratio |
| 1 | Arthur / Evandro (BRA)    | 6   | 3 | 3 | 0  | 0  | 0 | 6  | 0  | MAX   | 126 | 100 | 1.26  |
| 2 | Perušič / Schweiner (CZE) | 5   | 3 | 2 | 0  | 0  | 1 | 4  | 2  | 2     | 118 | 109 | 1.083 |
| 3 | Dearing / Schachter (CAN) | 4   | 3 | 1 | 0  | 0  | 2 | 2  | 4  | 0.5   | 107 | 115 | 0.93  |
| 4 | Hörl / Horst (AUT)        | 3   | 3 | 0 | 0  | 0  | 3 | 0  | 6  | 0     | 99  | 126 | 0.786 |

| Date              | Match                                               | Score | Set 1   | Set 2   | Set 3 | Durée  | Statistiques |
| ----------------- | --------------------------------------------------- | ----- | ------- | ------- | ----- | ------ | ------------ |
| 28 juillet à 17 h | Perušič / Schweiner (CZE) Dearing / Schachter (CAN) | 2 - 0 | 21 - 17 | 21 - 19 |       | 46 min | Rapport      |
| 28 juillet à 20 h | Arthur / Evandro (BRA) Hörl / Horst (AUT)           | 2 - 0 | 21 - 18 | 21 - 19 |       | 41 min | Rapport      |
| 31 juillet à 9 h  | Perušič / Schweiner (CZE) Hörl / Horst (AUT)        | 2 - 0 | 21 - 18 | 21 - 13 |       | 40 min | Rapport      |
| 31 juillet à 20 h | Arthur / Evandro (BRA) Dearing / Schachter (CAN)    | 2 - 0 | 21 - 13 | 21 - 16 |       | 41 min | Rapport      |
| 2 août à 11 h     | Hörl / Horst (AUT) Dearing / Schachter (CAN)        | 0 - 2 | 16 - 21 | 15 - 21 |       | 38 min | Rapport      |
| 2 août à 21 h     | Perušič / Schweiner (CZE) Arthur / Evandro (BRA)    | 0 - 2 | 18 - 21 | 16 - 21 |       | 41 min | Rapport      |

#### Groupe F
| # | Équipe                    | Pts | J | G | Gt | Pt | P | Sp | Sc | Ratio | Pp  | Pc  | Ratio |
| 1 | Boermans / De Groot (NED) | 6   | 3 | 3 | 0  | 0  | 0 | 6  | 0  | MAX   | 126 | 89  | 1.416 |
| 2 | Gavira / Herrera (ESP)    | 5   | 3 | 2 | 0  | 0  | 1 | 4  | 3  | 1.333 | 131 | 123 | 1.065 |
| 3 | Budinger / Evans (USA)    | 4   | 3 | 1 | 0  | 0  | 2 | 2  | 4  | 0.5   | 99  | 109 | 0.908 |
| 4 | Gauthier-Rat / Krou (FRA) | 3   | 3 | 0 | 0  | 0  | 3 | 1  | 6  | 0.167 | 108 | 143 | 0.755 |

| Date              | Match                                               | Score | Set 1   | Set 2   | Set 3  | Durée  | Statistiques |
| ----------------- | --------------------------------------------------- | ----- | ------- | ------- | ------ | ------ | ------------ |
| 29 juillet à 10 h | Boermans / De Groot (NED) Gavira / Herrera (ESP)    | 2 - 0 | 21 - 15 | 21 - 15 |        | 38 min | Rapport      |
| 29 juillet à 16 h | Gauthier-Rat / Krou (FRA) Budinger / Evans (USA)    | 0 - 2 | 14 - 21 | 11 -21  |        | 32 min | Rapport      |
| 30 juillet à 17 h | Gauthier-Rat / Krou (FRA) Gavira / Herrera (ESP)    | 1 - 2 | 21 - 23 | 23 -21  | 8 - 15 | 1 h 12 | Rapport      |
| 30 juillet à 20 h | Boermans / De Groot (NED) Budinger / Evans (USA)    | 2 - 0 | 21 - 13 | 21 -15  |        | 36 min | Rapport      |
| 2 août à 15 h     | Gavira / Herrera (ESP) Budinger / Evans (USA)       | 2 - 0 | 21 - 18 | 21 - 11 |        | 40 min | Rapport      |
| 2 août à 16 h     | Gauthier-Rat / Krou (FRA) Boermans / De Groot (NED) | 0 - 2 | 15 - 21 | 16 - 21 |        | 41 min | Rapport      |

#### Barrages

##### Classement des troisièmes de groupe
- Qualifiés pour les huitièmes de finale
- Qualifiés pour le tour de rattrapage

| # | Équipe                        | Pts | J | G | Gt | Pt | P | Sp | Sc | Ratio | Pp  | Pc  | Ratio |
| 1 | Åhman / Hellvig (SWE)         | 4   | 3 | 1 | 0  | 0  | 2 | 3  | 4  | 0.75  | 139 | 134 | 1.037 |
| 2 | André / George (BRA)          | 4   | 3 | 1 | 0  | 0  | 2 | 3  | 4  | 0.75  | 119 | 120 | 0.992 |
| 3 | Hodges / Schubert (AUS)       | 4   | 3 | 1 | 0  | 0  | 2 | 3  | 4  | 0.75  | 131 | 134 | 0.978 |
| 4 | Dearing / Schachter (CAN)     | 4   | 3 | 1 | 0  | 0  | 2 | 2  | 4  | 0.5   | 107 | 115 | 0.93  |
| 5 | E. Grimlat / M. Grimalt (CHI) | 4   | 3 | 1 | 0  | 0  | 2 | 2  | 4  | 0.5   | 109 | 120 | 0.908 |
| 6 | Budinger / Evans (USA)        | 4   | 3 | 1 | 0  | 0  | 2 | 2  | 4  | 0.5   | 99  | 109 | 0.908 |

##### Tour de rattrapage
| Date                       | Match                                                   | Score | Set 1       | Set 2   | Set 3 | Durée  | Statistiques |
| -------------------------- | ------------------------------------------------------- | ----- | ----------- | ------- | ----- | ------ | ------------ |
| 3 août 21 h 00             | Dearing / Schachter (CAN) E. Grimlat / M. Grimalt (CHI) | 0 - 2 | 1 - 2 (ab.) |         |       | 1 min  | Rapport      |
| 3 août à partir de 21 h 00 | Hodges / Schubert (AUS) Budinger / Evans (USA)          | 0 - 2 | 19 - 21     | 17 - 21 |       | 41 min | Rapport      |

### Phase finale

#### Tableau
|  | Huitièmes de finale          | Huitièmes de finale      |                       |                  | Quarts de finale | Quarts de finale |   |  | Demi-finales   | Demi-finales   |  |  | Finale  | Finale  |
|  | Huitièmes de finale          | Huitièmes de finale      |                       |                  | Quarts de finale | Quarts de finale |   |  | Demi-finales   | Demi-finales   |  |  | Finale  | Finale  |
|  |                              |                          |                       |                  |                  |                  |   |  |                |                |  |  |         |         |
|  | 4 août à 09h00               | 4 août à 09h00           |                       |                  | 7 août à 17h00   | 7 août à 17h00   |   |  | 8 août à 17h00 | 8 août à 17h00 |  |  | 10 août | 10 août |
|  | 4 août à 09h00               | 4 août à 09h00           |                       |                  | 7 août à 17h00   | 7 août à 17h00   |   |  | 8 août à 17h00 | 8 août à 17h00 |  |  | 10 août | 10 août |
|  | [A1] Ahmed / Cherif          | 2                        |                       |                  | 7 août à 17h00   | 7 août à 17h00   |   |  | 8 août à 17h00 | 8 août à 17h00 |  |  | 10 août | 10 août |
|  | [A1] Ahmed / Cherif          | 2                        |                       |                  | 7 août à 17h00   | 7 août à 17h00   |   |  | 8 août à 17h00 | 8 août à 17h00 |  |  | 10 août | 10 août |
|  | [B3] E. Grimlat / M. Grimalt | 0                        |                       |                  | 7 août à 17h00   | 7 août à 17h00   |   |  | 8 août à 17h00 | 8 août à 17h00 |  |  | 10 août | 10 août |
|  | [B3] E. Grimlat / M. Grimalt | 0                        | [A1] Ahmed / Cherif   | 2                |                  |                  |   |  | 8 août à 17h00 | 8 août à 17h00 |  |  | 10 août | 10 août |
|  | 4 août à 13h00               |                          | [A1] Ahmed / Cherif   | 2                |                  |                  |   |  | 8 août à 17h00 | 8 août à 17h00 |  |  | 10 août | 10 août |
|  |                              | [D2] Benesh / Partain    | 0                     |                  |                  |                  |   |  | 8 août à 17h00 | 8 août à 17h00 |  |  | 10 août | 10 août |
|  | [D2] Benesh / Partain        | [D2] Benesh / Partain    | 0                     | 2                |                  |                  |   |  | 8 août à 17h00 | 8 août à 17h00 |  |  | 10 août | 10 août |
|  | [D2] Benesh / Partain        | 7 août à 21h00           |                       | 2                |                  |                  |   |  | 8 août à 17h00 | 8 août à 17h00 |  |  | 10 août | 10 août |
|  | [A2] Cottafava / Nicolai     | 0                        |                       |                  |                  |                  |   |  | 8 août à 17h00 | 8 août à 17h00 |  |  | 10 août | 10 août |
|  | [A2] Cottafava / Nicolai     | 0                        | [A1] Ahmed / Cherif   | 0                |                  |                  |   |  |                |                |  |  | 10 août | 10 août |
|  | 4 août à 17h00               |                          | [A1] Ahmed / Cherif   | 0                |                  |                  |   |  |                |                |  |  | 10 août | 10 août |
|  |                              | [A3] Åhman / Hellvig     | 2                     |                  |                  |                  |   |  |                |                |  |  | 10 août | 10 août |
|  | [E1] Arthur / Evandro        | [A3] Åhman / Hellvig     | 2                     | 2                |                  |                  |   |  |                |                |  |  | 10 août | 10 août |
|  | [E1] Arthur / Evandro        | 8 août à 21h00           |                       | 2                |                  |                  |   |  |                |                |  |  | 10 août | 10 août |
|  | [B2] Immers / Van de Velde   | 0                        |                       |                  |                  |                  |   |  |                |                |  |  | 10 août | 10 août |
|  | [B2] Immers / Van de Velde   | 0                        | [E1] Arthur / Evandro | 0                |                  |                  |   |  |                |                |  |  | 10 août | 10 août |
|  | 4 août à 21h00               |                          | [E1] Arthur / Evandro | 0                |                  |                  |   |  |                |                |  |  | 10 août | 10 août |
|  |                              | [A3] Åhman / Hellvig     | 2                     |                  |                  |                  |   |  |                |                |  |  | 10 août | 10 août |
|  | [A3] Åhman / Hellvig         | [A3] Åhman / Hellvig     | 2                     | 2                |                  |                  |   |  |                |                |  |  | 10 août | 10 août |
|  | [A3] Åhman / Hellvig         | 7 août à 17h00           |                       | 2                |                  |                  |   |  |                |                |  |  | 10 août | 10 août |
|  | [D1] Alayo / Díaz            | 1                        |                       |                  |                  |                  |   |  |                |                |  |  | 10 août | 10 août |
|  | [D1] Alayo / Díaz            | 1                        | [A3] Åhman / Hellvig  | 2                |                  |                  |   |  |                |                |  |  |         |         |
|  | 5 août à 09h00               |                          | [A3] Åhman / Hellvig  | 2                |                  |                  |   |  |                |                |  |  |         |         |
|  |                              | [C1] Ehlers / Wickler    | 0                     |                  |                  |                  |   |  |                |                |  |  |         |         |
|  | [C1] Ehlers / Wickler        | [C1] Ehlers / Wickler    | 0                     | 2                |                  |                  |   |  |                |                |  |  |         |         |
|  | [C1] Ehlers / Wickler        |                          |                       | 2                |                  |                  |   |  |                |                |  |  |         |         |
|  | [D3] André / George          | 0                        |                       |                  |                  |                  |   |  |                |                |  |  |         |         |
|  | [D3] André / George          | 0                        | [C1] Ehlers / Wickler | 2                |                  |                  |   |  |                |                |  |  |         |         |
|  | 5 août à 13h00               |                          | [C1] Ehlers / Wickler | 2                |                  |                  |   |  |                |                |  |  |         |         |
|  |                              | [F1] Boermans / De Groot | 0                     |                  |                  |                  |   |  |                |                |  |  |         |         |
|  | [E2] Perušič / Schweiner     | [F1] Boermans / De Groot | 0                     | 0                |                  |                  |   |  |                |                |  |  |         |         |
|  | [E2] Perušič / Schweiner     | 7 août à 21h00           |                       | 0                |                  |                  |   |  |                |                |  |  |         |         |
|  | [F1] Boermans / De Groot     | 2                        |                       |                  |                  |                  |   |  |                |                |  |  |         |         |
|  | [F1] Boermans / De Groot     | 2                        | [C1] Ehlers / Wickler | 2                |                  |                  |   |  |                |                |  |  |         |         |
|  | 5 août à 17h00               |                          | [C1] Ehlers / Wickler | 2                |                  |                  |   |  |                |                |  |  |         |         |
|  |                              | [B1] Mol / Sørum         | 1                     |                  |                  |                  |   |  |                |                |  |  |         |         |
|  | [C2] Bryl / Łosiak           | [B1] Mol / Sørum         | 1                     | 0                |                  |                  |   |  |                |                |  |  |         |         |
|  | [C2] Bryl / Łosiak           |                          |                       | 0                |                  |                  |   |  |                |                |  |  |         |         |
|  | [F2] Gavira / Herrera        | 2                        |                       | Troisième place  | Troisième place  |                  |   |  |                |                |  |  |         |         |
|  | [F2] Gavira / Herrera        | 2                        | [F2] Gavira / Herrera | Troisième place  | Troisième place  | 0                |   |  |                |                |  |  |         |         |
|  | 5 août à 21h00               | 5 août à 21h00           | [F2] Gavira / Herrera | 10 août          | 10 août          | 0                |   |  |                |                |  |  |         |         |
|  | 5 août à 21h00               | 5 août à 21h00           |                       | 10 août          | 10 août          | [B1] Mol / Sørum | 2 |  |                |                |  |  |         |         |
|  | [F3] Budinger / Evans        | 0                        | [A1] Ahmed / Cherif   | 0                |                  | [B1] Mol / Sørum | 2 |  |                |                |  |  |         |         |
|  | [F3] Budinger / Evans        | 0                        | [A1] Ahmed / Cherif   | 0                |                  |                  |   |  |                |                |  |  |         |         |
|  | [B1] Mol / Sørum             | 2                        |                       | [B1] Mol / Sørum | 2                |                  |   |  |                |                |  |  |         |         |
|  | [B1] Mol / Sørum             | 2                        |                       | [B1] Mol / Sørum | 2                |                  |   |  |                |                |  |  |         |         |

#### Huitièmes de finale
| Date           | Match                                               | Score | Set 1   | Set 2   | Set 3   | Durée  | Statistiques |
| -------------- | --------------------------------------------------- | ----- | ------- | ------- | ------- | ------ | ------------ |
| 4 août 10 h 00 | Ehlers / Wickler (GER) André / George (BRA)         | 2 - 0 | 21 - 16 | 21 - 17 |         | 41 min | Rapport      |
| 4 août 13 h 00 | Perušič / Schweiner (CZE) Boermans / De Groot (NED) | 0 - 2 | 18 - 21 | 16 - 21 |         | 40 min | Rapport      |
| 4 août 17 h 00 | Åhman / Hellvig (SWE) Alayo / Díaz (CUB)            | 2 - 1 | 21 - 11 | 26 - 28 | 15 - 11 | 59 min | Rapport      |
| 4 août 21 h 00 | Arthur / Evandro (BRA) Immers / Van de Velde (NED)  | 2 - 0 | 21 - 16 | 21 - 16 |         | 42 min | Rapport      |
| 5 août 09 h 00 | Bryl / Łosiak (POL) Gavira / Herrera (ESP)          | 0 - 2 | 21 - 23 | 18 - 21 |         | 40 min | Rapport      |
| 5 août 14 h 00 | Budinger / Evans (USA) Mol / Sørum (NOR)            | 0 - 2 | 16 - 21 | 14 - 21 |         | 40 min | Rapport      |
| 5 août 17 h 00 | Benesh / Partain (USA) Cottafava / Nicolai (ITA)    | 2 - 0 | 21 - 17 | 21 - 18 |         | 41 min | Rapport      |
| 5 août 22 h 00 | Ahmed / Cherif (QAT) E. Grimlat / M. Grimalt (CHI)  | 2 - 0 | 21 - 14 | 21 - 13 |         | 40 min | Rapport      |

#### Quarts de finale
| Date           | Match                                            | Score | Set 1   | Set 2   | Set 3 | Durée  | Statistiques |
| -------------- | ------------------------------------------------ | ----- | ------- | ------- | ----- | ------ | ------------ |
| 6 août 17 h 00 | Ehlers / Wickler (GER) Boermans / De Groot (NED) | 2 - 0 | 22 - 20 | 21 - 15 |       | 41 min | Rapport      |
| 6 août 18 h 00 | Arthur / Evandro (BRA) Åhman / Hellvig (SWE)     | 0 - 2 | 17 - 21 | 16 - 21 |       | 42 min | Rapport      |
| 7 août 21 h 00 | Gavira / Herrera (ESP) Mol / Sørum (NOR)         | 0 - 2 | 16 - 21 | 17 - 21 |       | 38 min | Rapport      |
| 7 août 22 h 00 | Ahmed / Cherif (QAT) Benesh / Partain (USA)      | 2 - 0 | 21 - 14 | 21 - 16 |       | 41 min | Rapport      |

#### Demi-finales
| Date           | Match                                      | Score | Set 1   | Set 2   | Set 3   | Durée  | Statistiques |
| -------------- | ------------------------------------------ | ----- | ------- | ------- | ------- | ------ | ------------ |
| 8 août 17 h 00 | Ehlers / Wickler (GER) Mol / Sørum (NOR)   | 2 - 1 | 21 - 13 | 17 - 21 | 15 - 13 | 59 min | Rapport      |
| 8 août 21 h 00 | Ahmed / Cherif (QAT) Åhman / Hellvig (SWE) | 0 - 2 | 13 - 21 | 17 - 21 |         | 39 min | Rapport      |

#### Match pour la médaille de bronze
| Date            | Match                                  | Score | Set 1   | Set 2   | Set 3 | Durée  | Statistiques |
| --------------- | -------------------------------------- | ----- | ------- | ------- | ----- | ------ | ------------ |
| 10 août 21 h 00 | Ahmed / Cherif (QAT) Mol / Sørum (NOR) | 0 - 2 | 13 - 21 | 16 - 21 |       | 36 min | Rapport      |

#### Finale
| Date                        | Match                                        | Score | Set 1   | Set 2   | Set 3 | Durée | Statistiques |
| --------------------------- | -------------------------------------------- | ----- | ------- | ------- | ----- | ----- | ------------ |
| 10 août à partir de 21 h 00 | Åhman / Hellvig (SWE) Ehlers / Wickler (GER) | 2 - 0 | 21 - 10 | 21 - 13 |       |       |              |